# In ogni atomo
In ogni atomo è il secondo singolo estratto da Reset, il quarto album della rock band Negrita.

## Curiosità
Contiene, oltre al brano omonimo in versione album, anche due temi della colonna sonora del film del trio comico Aldo, Giovanni e Giacomo, Così è la vita, uscito a fine 1998. I'm your man può considerarsi a tutti gli effetti una rarità, poiché è uno dei pochi brani mai pubblicato su disco e nonostante sia presente nella colonna sonora del film, è l'unico nel quale non canta Pau.

## Tracce
1. In ogni atomo (Radio Version) - 3.53
2. In ogni atomo (Album Version) - 5:17
3. Pulp
4. I'm your man

## Video
Il video, diretto da Francesco Fei, è stato girato all'interno del labirinto del giardino monumentale di Villa Barbarigo a Galzignano Terme.